# Rubineia (ort)
Rubineia är en ort i Brasilien.   Den ligger i kommunen Rubineia och delstaten São Paulo, i den södra delen av landet, 600 km sydväst om huvudstaden Brasília. Rubineia ligger 340 meter över havet och antalet invånare är 2 862. Den ligger vid sjön Ilha Solteira Reservoir.
Terrängen runt Rubineia är platt, och sluttar västerut. Närmaste större samhälle är Santa Fé do Sul, 8,7 km öster om Rubineia.
Omgivningarna runt Rubineia är en mosaik av jordbruksmark och naturlig växtlighet. Runt Rubineia är det ganska tätbefolkat, med 116 invånare per kvadratkilometer.